# 봉 지아 브라지우
《봉 지아 브라지우》(포르투갈어: Bom Dia Brasil)는 브라질의 아침 뉴스 프로그램이다.